# Ray Price
Noble Ray Price, född 12 januari 1926 i Perryville, Texas, död 16 december 2013 i Mount Pleasant, Texas, var en amerikansk musiker, sångare och gitarrist.

## Diskografi (urval)
Studioalbum (topp 20 på Billboard Top Country Albums)
- 1963 – Night Life (#1)
- 1964 – Love Life (#3)
- 1965 – Burning Memories (#8)
- 1965 – Western Strings (#18)
- 1965 – The Other Woman (#3)
- 1966 – Another Bridge to Burn (#1)
- 1967 – Touch My Heart (#1)
- 1967 – Danny Boy (#3)
- 1968 – Take Me as I Am (#5)
- 1968 – She Wears My Ring (#6)
- 1969 – You Wouldn't Know Love (#12)
- 1970 – For the Good Times (#1)
- 1971 – I Won't Mention It Again (#1)
- 1972 – The Lonesomest Lonesome (#3)
- 1973 – She's Got to Be a Saint (#4)
- 1975 – Like Old Times Again (#7)

Singlar (nummer 1 på Billboard Hot Country Songs)
- 1956 – "Crazy Arms"
- 1957 – "My Shoes Keep Walking Back to You"
- 1958 – "City Lights"
- 1959 – "The Same Old Me"
- 1970 – "For the Good Times"
- 1971 – "I Won't Mention It Again"
- 1972 – "She's Got to Be a Saint"
- 1973 – "You're the Best Thing That Ever Happened to Me"